# Ikarie XB 1
Ikarie XB 1 je první český science-fiction film z roku 1963 režiséra Jindřicha Poláka.

## Historie
Režisér Jindřich Polák natočil snímek v roce 1963. Film vznikal v dobovém nadšení, v době vypuštění první umělé družice do kosmu. Scenáristé Jindřich Polák a Pavel Juráček se v příběhu volně inspirovali románem K Mrakům Magellanovým polského spisovatele Stanisława Lema a osobně s ním probírali přípravu.

### Pozadí a souvislosti
Film byl prvním československým pokusem o nahlédnutí do vzdálené budoucnosti lidstva. Příběh se odehrává v roce 2163, kdy se vesmírná loď Ikarie XB 1 s vědeckou smíšenou posádkou vydává k Alfě Centauri hledat mimozemský život a čelí jak běžným lidským starostem a radostem, tak i neznámým hrozbám. Let naruší nebezpečná situace, kdy loď na své cestě potká vrak lodi z 20. století s atomovými zbraněmi na palubě. Morálně vyspělejší generace budoucnosti, které jsou předsudky a zlo cizí, se tu setkává s hříchy generace z 20. století. Lidem ale zůstaly city a emoce, láska a bolest nebo touha po poznání. Přestože film měl premiéru v roce, kdy se do vesmíru dostala teprve první žena, v jeho příběhu už byly běžně kosmonautky.
Snímek se sice vyhnul prvoplánové politizaci, ale lze ho vnímat jako vizi ideální komunistické společnosti. Soudobý režim chtěl podpořit závody o vesmír alespoň touto uměleckou vizí, proto bylo filmu vyčleněno velkorysých šest milionů korun. Rozpočet tak mohl pokrýt řadu inovativních triků, použity byly nové úhly kamery, svícení s občasnou ponurou atmosférou, výborný zvukový design a hudbu. Štáb si mohl pronajmout celý jeden ateliér pouze na natočení scén zachycujících loď Ikarie zvenku. Ačkoliv z časového odstupu se jeví představa autorů o budoucnosti možná naivní, soudobé publikum film oslovil, především potom to zahraniční. Anglická verze filmu měla na přání pozměněný konec. Film se promítal například v USA a v dalších zemích.
Dekorace pro film byly relativně drahé a tak je Polák ještě využil i u dětského příběhu Klaun Ferdinand a raketa.

### Dobové ohlasy
Dle pamětníků údajně film zhlédl Stanley Kubrick během své přípravy na film 2001: Vesmírná odysea. Umberto Eco po premiéře v roce 1963 napsal: „V Ikarii přihlížíme velmi pravděpodobnému atomovému twistu budoucnosti, který tančí kosmonauti v salónu vesmírné lodi.“ Britské noviny Financial Times tehdy o filmu psaly jako o nejhodnotnější science fiction, jaká vznikla od konce války.

### Digitální restaurace
V roce 2016 byl film digitálně restaurován a převeden do rozlišení 4K v rámci projektu podpořeného grantem z Islandu, Lichtenštejnska a Norska a spolufinancovaného Ministerstvem kultury ČR. 16. června 2016 se tak odehrála obnovená premiéra v pražském Světozoru a brněnské Scale. Zdrojem pro digitalizaci byl originální kamerový negativ, zvuk byl digitalizován z negativu zvuku. Jako reference pro nastavení tonálního podání byla vybrána dobová kopie na dobovém materiálu Agfa. I proto, že šlo o širokoúhlý film, byl skenován a digitálně restaurován v rozlišení 4K.
Film byl vybrán také do sekce Cannes Classics filmového festivalu v Canes, který se konal v květnu 2016. Stal se tak prvním českým zástupcem v této kategorii, kde jsou promítány snímky velkých tvůrců světové kinematografie a úspěšné filmy uplynulých dekád.
| „                                                    | Uchvátila nás síla této neobvyklé cesty do vesmíru – výpravy, na niž se vydala naše mysl i naše smysly. Úžasná hudba i zvukový design v kombinaci s rafinovaným využitím úhlů pohledu kamery jsou hlubokou reflexí lidské duše. Kromě toho i kvalita restaurátorské práce je vysoká a vyznačuje se respektem k historicky významným stopám filmového média. | “ |
| — Gérald Duchaussoy, koordinátor sekce na MFF Cannes | |   |

## Obsazení
| Zdeněk Štěpánek    | velitel Vladimir Abajev     |
| Radovan Lukavský   | zástupce velitele MacDonald |
| František Smolík   | Anthony Hopkins             |
| Otto Lackovič      | Michal                      |
| Jozef Adamovič     | Zdeněk Lorenc               |
| Jiří Vršťala       | Erik Svenson                |
| Miroslav Macháček  | Marcel Bernard              |
| Marcela Martínková | Štefa                       |
| Jaroslav Rozsíval  | lodní lékař                 |
| Irena Kačírková    | Brigitta                    |
| Svatava Hubeňáková | Rena, MacDonaldova žena     |
| Dana Medřická      | Nina Kirová                 |

## Děj
Píše se rok 2163 a po osmi letech příprav se kosmická loď Ikarie XB 1 se 40 vědci a astronauty na palubě vydává na svou cestu za hledáním života na planetách v soustavě Alfa Centauri. Seznamujeme se s velitelem lodi Abajevem, jeho zástupcem MacDonaldem, vědcem Anthonym a jeho zastaralým robotem a ostatními členy posádky.
Po čtyřech měsících cesty slaví posádka Anthonyho narozeniny. Scéna oslavy byla tvůrci pojata velmi futuristicky, posádka předvádí, jak bude vypadat tanec ve 22. století. Oslava je však přerušena poplachem. Automatický řídící systém lodi hlásí neznámé těleso. Posádka cizí těleso analyzuje a po přiblížení je vidět, že se nepochybně jedná o kosmické plavidlo talířového tvaru. Velitel rozhodne vyslat expediční raketu se dvěma průzkumníky na palubě. Když se průzkumníci dostanou na palubu cizí lodi, zjistí, že jde o plavidlo ze Země, patrně z 20. století. V prostorách lodi naleznou mrtvé lidi, smrt je zastihla při hraní karet o peníze. Průzkumníci zjistí dále, že posádka byla zabita smrtícím plynem, který vypustil velitel lodi, když docházel kyslík. Při dalším průzkumu loď automaticky aktivuje jaderné zbraně, které má na palubě, a vzápětí exploduje; oba průzkumníci zahynou. Tato část děje je silně protiválečně zaměřená a řada kritiků tvrdí, že je také poplatná době a režimu, za jakého film vznikl.
Kapitán pověří dva členy posádky (Svenson a Michal), aby provedli usazení nového expedičního modulu na povrchu Ikarie. Zanedlouho se u Svensona a Michala začnou projevovat příznaky záhadné nemoci. Oba během práce upadají do spánku. Když je ale posádka probere, zdají se v pořádku. Nemoc se však rychle rozšíří mezi celou posádku, všichni jsou náhle velmi vyčerpaní a postupně ztrácejí síly. Původ nemoci je zjištěn, když Anthony zjistí, že Ikarie prolétá kolem záhadné tmavé hvězdy, jejíž záření způsobuje útlum biochemických reakcí v živých organismech. Posádka postupně usíná, působení tmavé hvězdy má trvat 60 hodin. MacDonald nevěří, že se posádka opět probudí, a rozhodne se Ikarii obrátit zpět k Zemi. Abajev jej na poslední chvíli zadrží a všichni upadají do tvrdého spánku.
Loď pokračuje v původním kurzu se spící posádkou. Ta se však náhle probouzí. Všechno se zdá v pořádku, ale posádka zjišťuje, že spala pouze 25 hodin. Anthony pozoruje, že mezi Ikarií a tmavou hvězdou vzniklo silové pole, které zadržuje záření. U Svensona, který byl spolu s Michalem vystaven na povrchu plavidla přímému záření hvězdy, se objevuje těžká nemoc z ozáření. Michal zešílí a chce se vrátit zpátky na Zemi. Uzavře se v části paluby, poškodí loď a nekomunikuje s posádkou. MacDonald se k němu dostane větracími šachtami a přesvědčí ho, aby se vrátil k posádce. Lodní lékař oba muže zachrání.
Silové pole se pohybuje spolu s Ikarií, která dolétá k bílé planetě, na které posádka objevuje život. V poslední scéně filmu je vidět, jak se skrz mraky přibližuje hustě osídlený a industrializovaný povrch planety. V americké verzi filmu se místo těchto záběrů objevuje letecký pohled na jižní Manhattan a Sochu Svobody.

## Ocenění
- 1963 – velká cena Zlatá kosmická loď (Mezinárodní festival vědecko-fantastických filmů Terst, Itálie).